# المناطق المحمية في ليبيا
تشمل المناطق المحمية في ليبيا أي منطقة جغرافية محمية لاستخدام معين.
معظم المناطق المحمية مخصصة للحفاظ على النباتات والحيوانات. تتم صيانة المتنزهات الوطنية والمحميات الطبيعية في ليبيا من قبل "اللجنة الفنية للحياة البرية والمتنزهات الوطنية" التي تم إنشاؤها في عام 1990، كجزء من الأمانة العامة للاستصلاح الزراعي والإصلاح الزراعي.
يمكن أيضًا حماية المناطق لقيمتها وأهميتها كتراث تاريخي أو ثقافي أو مواقع علمية. يمكن العثور على مزيد من المعلومات حول هذه في قائمة المواقع التراثية في ليبيا.
لم تكن هناك حدائق وطنية أو مناطق محمية في ليبيا قبل الانقلاب الليبي عام 1969. بدأت الحكومة الثورية الجديدة في تعيين المتنزهات الوطنية والمحميات الطبيعية في السبعينيات. بحلول عام 2009، تم إنشاء سبع حدائق وطنية وخمس محميات طبيعية وأربع وعشرون منطقة محمية أخرى، معظمها على طول ساحل البحر الأبيض المتوسط. من بين هذه المناطق الأكثر زيارة هي منتزه كارابولي الوطني، ومنتزه الكوف الوطني، ومحمية بنغازي الطبيعية، ومحمية طرابلس الطبيعية على طول الساحل، ومحمية زلاف الطبيعية في الصحراء الجنوبية الغربية.

## محمية بنغازي الطبيعية
تقع محمية بنغازي الطبيعية شمال مدينة بنغازي بحوالي 14 كيلومترًا على ساحل البحر الأبيض المتوسط. تشتهر المحمية بالطيور المائية المهاجرة، وتشمل امتدادًا من الكثبان الشاطئية والمستنقعات المالحة، بالإضافة إلى بحيرة عين زيانا. تتغذى البحيرة على عدد من ينابيع المياه العذبة وطيور النحام الشتوية هناك. على الرغم من وضعها المحمي، تُستخدم المنطقة أيضًا لصيد الأسماك والاستجمام. في عدد من الأماكن وإلقاء القمامة بشكل غير قانوني في المحمية.

## منتزه الكوف الوطني
تقع محمية الكوف الوطنية بالقرب من مدينة البيضاء وإلى الغرب منها، في منطقة الجبل الأخضر في تلال غابات الجبل الأخضر. يبلغ عرض الحديقة حوالي 15 كم فقط من الشرق والغرب، لكنها تمتد من الساحل لمسافة 160 كم إلى الجنوب، على مسار وادي الكوف. هناك ثلاثة أنواع رئيسية من الموائل، كثبان الشواطئ تفسح المجال لأشجار المكسرات في المرتفعات العالية، مع الموائل الدقيقة النهرية على طول مجرى الوادي. تحمي الحديقة كلاً من الحياة البرية البحرية والبرية. تشمل الأنواع الملحوظة الدلافين ذات الأنف الزجاجي والذئاب الذهبية والضباع المخططة والجينات الصغيرة المرقطة. وتشمل المناظر الطبيعية المنحدرات والكهوف.

## مناطق محمية أخرى
- عين زيانة
- صبراتة
- في 2021 أُضيفت محميات طبيعية بحرية وساحلية وفق القرار رقم 272 لسنة 2021 م بشأن إنشاء محميات طبيعية بحرية وساحلية وهي:[4]
  - خليج اليومية والجزر المقابلة القريبة (فطحه ومصراتة والبردعة)
  - الخليج البردي
  - وادي الخليج
  - وادي الهمسة
  - سبخة عين الشقيقة
  - سبخة عين الزرقاء
  - شاطئ وادي الكوف
  - الساحل الصخري الرملي طلميثة – العقلة
  - سبخة الكوز شرق بنغازي
  - عين الزيانة شمال بنغازي
  - سبخة وبحيرة جليانة بنغازي
  - جزيرة القارة والمنطقة البحرية المحيطة
  - شط البدين
  - سبخة سلطان
  - شواطئ غرب سرت الثلاثين والقبيبة
  - عين وسبخة تاورغاء سبخات قصر حمد شرق مصراته
  - عين وادي كعام
  - وادي ترغث
  - وادي المسيد
  - سبخة الملاحة معيتيقة طرابلس سيخة أبوكماش

## أراضي رامسار الرطبة
بحيرة عين الشقيقة
مستنقعات عين الزرقة